# Franz Hengsbach
Franz Hengsbach (Velmede, 10 settembre 1910 – Essen, 24 giugno 1991) è stato un cardinale e vescovo cattolico tedesco.

## Biografia
Papa Giovanni Paolo II lo elevò al rango di cardinale nel concistoro del 28 giugno 1988.

## Genealogia episcopale e successione apostolica
La genealogia episcopale è:
- Cardinale Scipione Rebiba
- Cardinale Giulio Antonio Santori
- Cardinale Girolamo Bernerio, O.P.
- Arcivescovo Galeazzo Sanvitale
- Cardinale Ludovico Ludovisi
- Cardinale Luigi Caetani
- Cardinale Ulderico Carpegna
- Cardinale Paluzzo Paluzzi Altieri degli Albertoni
- Papa Benedetto XIII
- Papa Benedetto XIV
- Papa Clemente XIII
- Cardinale Marcantonio Colonna
- Cardinale Giacinto Sigismondo Gerdil, B.
- Cardinale Giulio Maria della Somaglia
- Cardinale Carlo Odescalchi, S.I.
- Vescovo Eugène de Mazenod, O.M.I.
- Cardinale Joseph Hippolyte Guibert, O.M.I.
- Cardinale François-Marie-Benjamin Richard de la Vergne
- Cardinale Pietro Gasparri
- Arcivescovo Cesare Orsenigo
- Cardinale Lorenz Jäger
- Cardinale Franz Hengsbach

La successione apostolica è:
- Vescovo Julius Angerhausen (1959)
- Vescovo João Batista Przyklenk, M.S.F. (1962)
- Vescovo Heinrich Rüth, C.S.Sp. (1966)
- Vescovo Wolfgang Große (1968)
- Vescovo Franz Grave (1988)